# كارل فينش
كارل فينش (بالإنجليزية: Carl Finch)‏ هو ملحن ومنتج أسطوانات وكاتب أغاني وموسيقي أمريكي، ولد في 29 نوفمبر 1951.

## وصلات خارجية
- الموقع الرسمي
- كارل فينش على موقع IMDb (الإنجليزية)
- كارل فينش على موقع ميوزك برينز (الإنجليزية)
- كارل فينش على موقع ديسكوغز (الإنجليزية)